# Ngadireso
Ngadireso is een bestuurslaag in het regentschap Malang van de provincie Oost-Java, Indonesië. Ngadireso telt 3567 inwoners (volkstelling 2010).